# Megastethodon
Megastethodon is een geslacht van halfvleugeligen uit de familie schuimcicaden (Cercopidae). De wetenschappelijke naam van dit geslacht is voor het eerst geldig gepubliceerd in 1910 door Schmidt.

## Soorten
Het geslacht Megastethodon omvat de volgende soorten:
- Megastethodon araucarianus Lallemand & Synave, 1955
- Megastethodon auratilis (Distant, 1900)
- Megastethodon australis (Butler, 1874)
- Megastethodon basiflavus Lallemand & Synave, 1955
- Megastethodon basistriga (Walker, 1870)
- Megastethodon bicolor Lallemand & Synave, 1961
- Megastethodon bipunctatus Schmidt, 1911
- Megastethodon boviei Lallemand, 1922
- Megastethodon carbonarius Lallemand, 1927
- Megastethodon chrysops Jacobi, 1921
- Megastethodon cinctus Blöte, 1957
- Megastethodon consequens (Butler, 1874)
- Megastethodon cuneifer Jacobi, 1921
- Megastethodon dettbarni Schmidt, 1927
- Megastethodon dettmanni Schmidt, 1926
- Megastethodon divisus (Walker, 1870)
- Megastethodon ferociens (Butler, 1874)
- Megastethodon flavolateralis Jacobi, 1921
- Megastethodon geniculatus (Jacobi, 1905)
- Megastethodon heurni Schmidt, 1928
- Megastethodon hollandianus Lallemand & Synave, 1955
- Megastethodon horrificus (Butler, 1874)
- Megastethodon horvathi Lallemand, 1939
- Megastethodon humboldtianus Lallemand & Synave, 1955
- Megastethodon hyphinoe (Breddin, 1902)
- Megastethodon intermedius Lallemand, 1939
- Megastethodon izzardi Lallemand & Synave, 1955
- Megastethodon lineatus Lallemand & Synave, 1955
- Megastethodon lundbladi Lallemand & Synave, 1955
- Megastethodon m-nigrum Blöte, 1957
- Megastethodon maritimus Lallemand, 1927
- Megastethodon militaris (Distant, 1900)
- Megastethodon modestus Distant, 1914
- Megastethodon mysolensis Schmidt, 1911
- Megastethodon nasalis (Walker, 1870)
- Megastethodon neuhausi Schmidt, 1911
- Megastethodon nigrorufus Blöte, 1957
- Megastethodon nummus Jacobi, 1921
- Megastethodon ochromelas Jacobi, 1921
- Megastethodon ornatus Lallemand & Synave, 1955
- Megastethodon papuanus Schmidt, 1927
- Megastethodon plagiatus Schmidt, 1927
- Megastethodon pseudoxanthorinus Lallemand, 1939
- Megastethodon quadriplagiatus Schmidt, 1910
- Megastethodon rubrifer (Walker, 1870)
- Megastethodon rufinervis Schmidt, 1910
- Megastethodon sanguineus Schmidt, 1928
- Megastethodon septemplagiatus Schmidt, 1910
- Megastethodon sexmaculatus Blöte, 1957
- Megastethodon sulcatus (Walker, 1870)
- Megastethodon torricellianus Jacobi, 1921
- Megastethodon urvillei (Le Peletier de Saint-Fargeau & Serville, 1825)
- Megastethodon vilis (Butler, 1874)
- Megastethodon wataikwensis (Distant, 1912)
- Megastethodon waterstradti Schmidt, 1911
- Megastethodon xanthorhinus (Boisduval, 1835)